# Агд
Агд (фр. Agde [agd], окс. Agde [ˈate], лат. Agatha) — один из древнейших городов юга Франции, расположенный в департаменте Эро, у впадения реки Эро в Лионский залив Средиземного моря. Пристань на Лангедокском канале на полпути между Безье (к югу) и Сетом (к северу). Население около 20 тысяч жителей (1999).
Город носит имя (греч. Ἀγαθή Τύχη), данное ему греками из Массилии в V веке до н. э. В античности это был крупный порт на юге Галлии. В 506 году Кесарий Арльский созвал здесь на собор три десятка западных епископов. В 725 году Агдом, как и всей Септиманией, овладели сарацины. Через 12 лет Карл Мартелл выбил их из Агда, оставив город в руинах. В 859 году Агд пал жертвой нападения морских пиратов (викингов) во главе с Гастингом.
В Средние века строительство велось из местного тёмного базальта. Наиболее примечательная постройка — суровый однонефный собор Сент-Этьен, более похожий на замок (XI век, романика). Помимо епископа, Агд служил резиденцией светских правителей, носивших титул виконта и графа (см. графство Агд). После Альбигойского похода включён в королевский домен. В XVI веке служил яблоком раздора между гугенотами и католиками.
Современная история Агда начинается в XVII веке, когда кардинал Ришельё задумал превратить его в крупнейший порт. Эти грандиозные планы так и не были до конца реализованы. В настоящее время Агд — популярный курорт. К морю примыкают две курортные зоны, Гро-д’Агд и Кап-д’Агд; последняя славится нудистскими пляжами.